# Ian Curtis
Ian Kevin Curtis, angleški glasbenik, * 15. julij 1956, Old Trafford, Manchester, † 18. maj 1980, Macclesfield.
Curtis je bil vokalist in tekstopisec skupine Joy Division, v katero je prišel leta 1976.
Njegov samomor leta 1980 je sprožil veliko zanimanje za njegovo glasbo in osebne težave.